# Cantón de Le Teilleul
El cantón de Le Teilleul era una división administrativa francesa, que estaba situada en el departamento de Mancha y la región de Baja Normandía.

## Composición
El cantón estaba formado por ocho comunas:
- Buais
- Ferrières
- Heussé
- Husson
- Le Teilleul
- Sainte-Marie-du-Bois
- Saint-Symphorien-des-Monts
- Savigny-le-Vieux

## Supresión del cantón de Le Teilleul
En aplicación del Decreto n.º 2014-246 de 25 de febrero de 2014, el cantón de Le Teilleul fue suprimido el 22 de marzo de 2015 y sus 8 comunas pasaron a formar parte; cinco del nuevo cantón de Mortainais y tres del nuevo cantón de Saint-Hilaire-du-Harcouët.